# Wim Stroetinga
Wim Stroetinga, né le 23 mai 1985 à Drachten, est un coureur cycliste néerlandais, membre de l'équipe Vlasman. Spécialiste de la piste, il est notamment vice-champion du monde du scratch en 2007 et 2008. 

## Biographie
En juillet 2008, il s'est engagé pour les saisons 2008 et 2009 avec l'équipe allemande Milram. Il y rejoint Niki Terpstra, en compagnie duquel il a remporté le championnat des Pays-Bas de l'américaine en 2006 et 2007.

## Palmarès sur piste

### Jeux olympiques
- Londres 2012
  - 7e de la poursuite par équipes

### Championnats du monde
- Palma de Majorque 2007
  -  Médaillé d'argent du scratch
- Manchester 2008 
  -  Médaillé d'argent du scratch
- Melbourne 2012
  -  Médaillé de bronze du scratch
  - 7e de l'américaine
- Minsk 2013
  - 12e de l'américaine
- Saint-Quentin-en-Yvelines 2015
  - 8e de la poursuite par équipes
  - 15e de la course aux points
- Londres 2016
  - 8e de la poursuite par équipes
  - 13e de l'américaine
  - 20e du scratch
- Hong Kong 2017
  - 4e du scratch[2]
  - 8e de l'américaine[3]
- Apeldoorn 2018
  - 6e du scratch[4]
  - 11e de l'américaine[5]

### Championnats du monde juniors
- 2002
  -  Champion du monde du scratch juniors
- 2003
  -  Médaillé de bronze de l'américaine juniors

### Coupe du monde
| - 2004-2005 - 1er du scratch à Sydney - 2e de la poursuite par équipes à Moscou - 2005-2006 - 3e de la poursuite par équipes à Manchester - 2006-2007 - 3e du scratch à Sydney - 2e du scratch à Los Angeles - 2007-2008 - 1er du scratch à Copenhague - 3e du scratch à Los Angeles - 3e de l'américaine à Copenhague (avec Peter Schep) | - 2008-2009 - 1er du scratch à Manchester - 3e de la poursuite par équipes à Manchester - 2011-2012 - 3e de la poursuite par équipes à Astana - 2017-2018 - 2e de l'américaine à Minsk - 3e du scratch à Manchester |

### Championnats d'Europe
| Édition / Épreuve                 | Poursuite par équipes | Course aux points | Américaine | Scratch | Omnium |
| Moscou 2003 (juniors)             | Argent                | Or                |            |         |        |
| Valence 2004 (espoirs)            | Argent                |                   |            |         |        |
| Fiorenzuola d'Arda 2005 (espoirs) |                       |                   |            | Bronze  |        |
| Athènes 2006 (espoirs)            |                       |                   |            | Or      |        |
| Cottbus 2007 (espoirs)            |                       |                   | Argent     |         |        |
| 2008                              |                       |                   |            |         | Or     |
| Saint-Quentin-en-Yvelines 2016    |                       |                   |            | Bronze  |        |
| Apeldoorn 2019                    |                       |                   |            | Bronze  |        |

### Six jours
- Rotterdam : 2012 (avec Peter Schep) et 2020 (Yoeri Havik)
- Brême : 2014 (avec Leif Lampater)
- Berlin : 2017, 2018 (avec Yoeri Havik) et 2020 (avec Moreno De Pauw)
- Londres : 2018 (avec Yoeri Havik)

### Championnats des Pays-Bas
| - 2003 - Champion des Pays-Bas du keirin juniors - 2004 - Champion des Pays-Bas du scratch - 2005 - Champion des Pays-Bas du scratch - 2006 - Champion des Pays-Bas du scratch - Champion des Pays-Bas de l'américaine (avec Niki Terpstra) - 2007 - Champion des Pays-Bas de l'américaine (avec Niki Terpstra) - 2008 - Champion des Pays-Bas de poursuite - Champion des Pays-Bas de la course aux points - Champion des Pays-Bas du scratch - Champion des Pays-Bas de l'américaine (avec Peter Schep) | - 2012 - Champion des Pays-Bas de la course aux points - 2013 - Champion des Pays-Bas de l'américaine (avec Jens Mouris) - 2015 - Champion des Pays-Bas de poursuite - Champion des Pays-Bas de la course aux points - 2017 - Champion des Pays-Bas de l'américaine (avec Yoeri Havik) - 2018 - Champion des Pays-Bas du scratch - Champion des Pays-Bas de l'américaine (avec Yoeri Havik) - 2019 - Champion des Pays-Bas de l'américaine (avec Yoeri Havik) |

## Palmarès sur route

### Par années
| - 2005 - Ronde van Midden-Nederland - 3e étape de l'OZ Wielerweekend - 2006 - 4e étape de l'Olympia's Tour - 3e étape du Tour de la province d'Anvers - 2007 - 2ea étape du Tour de la province d'Anvers - 3e du Tour de Hollande-Septentrionale - 2008 - 3e étape de l'Essor breton - 2009 - 2e de la Down Under Classic - 2010 - 3e du Prix national de clôture - 2011 - 2e, 3e et 4e étapes de l'Olympia's Tour - Ronde van Midden-Nederland - 2e de la Dutch Food Valley Classic - 3e du Prix national de clôture - 2012 - 1re étape du Tour d'Overijssel - 1re étape de l'Olympia's Tour - Prix national de clôture - 3e du Tour d'Overijssel | - 2013 - 6e étape de l'Olympia's Tour - 3e du Kernen Omloop Echt-Susteren - 2014 - Zuid Oost Drenthe Classic I - 3e, 4e, 5e et 6e étapes de l'Olympia's Tour - Ronde van Midden-Nederland - 2e de l'Olympia's Tour - 2015 - Himmerland Rundt - 1reb, 3e et 5eb étapes de l'Olympia's Tour - 2e de la Zuid Oost Drenthe Classic I - 3e du Grand Prix Viborg - 2016 - 5e étape du Ster ZLM Toer - 3e du championnat des Pays-Bas sur route - 2018 - 3e du Tour de Hollande-Septentrionale - 2019 - 3e du Circuit de Campine |

### Classements mondiaux
| Année           | 2005  | 2006 | 2007 | 2008 | 2009 | 2010 | 2011 | 2012 | 2013 | 2014 |
| --------------- | ----- | ---- | ---- | ---- | ---- | ---- | ---- | ---- | ---- | ---- |
| UCI Europe Tour | 1282e | 968e | 632e |      |      |      | 68e  | 113e | 418e | 74e  |